# Plaça del Tossal
La plaça del Tossal, també anomenada plaça del Tros Alt, és una plaça de la Ciutat Vella de València que se situa al nord del barri del Mercat.

## Forma i funció
La plaça dona accés a l'antiga moreria del Carme des del barri romà i després cristià de la Seu, amb la qual és connectada pel carrer dels Cavallers, a l'est. És una plaça tancada i triangular, de dimensions reduïdes, situada damunt d'un tossal artificial de 15 metres d'altitud (on el sòl de la propera plaça del Mercat és a 12,7 metres), per on prèviament discorria un braç del riu Túria, la qual cosa la converteix en el punt més elevat de València. Aquesta terra fou aixecada al segle xi per tal d'evitar inundacions. És a la plaça del Tossal que acabava la ciutat musulmana de Balansiyya, com ho demostren les restes de la muralla trobades davall la plaça.
Pel que fa al tributari, corria de nord a sud, a través de l'actual carrer de la Bosseria, que uneix la plaça amb la plaça del Mercat al sud. A l'oest, hi ha el carrer de Quart, i al nord connecta amb els dos carrers emblemàtics del Carme, el carrer de Dalt i el carrer de Baix. Tanmateix, altres artèries menors desemboquen en la plaça, com ara els carrers del Moro Zeit, de la Conquesta, de Sant Miquel, i dels Calderers. Separada per una sola illa de cases, a l'est hi ha una replaceta anomenada plaça de l'Espart, mentre al nord, creuant Cavallers, hi ha la també petita plaça de Sant Jaume. En el passat, la plaça hauria sigut més petita, però gràcies a l'enderroc d'una illa de cases cresqué fins a les actuals dimensions. La part oriental de la plaça és reservada per als vianants, mentre l'occidental és ocupada per una calçada molt transitada, provinent del carrer de la Bosseria.
La plaça és dominada per una sala d'exposicions municipal subterrània, de la qual només és visible l'entrada coberta de vidre, i on hom pot veure les esmentades restes de la muralla musulmana. Al voltant, hi ha una extensa terrassa emprada pels restaurants i bars de la plaça. La superfície de la plaça és de llosa grisa, interrompuda per molt pocs arbres, amb uns bancs de petita alçària de la mateixa llosa. Com que la plaça pateix un desnivell cap al nord, hi ha una sèrie d'esglaons suaus entre la terrassa i la calçada fronterera. Atès que els carrers són tots bastant estrets i les cases altes, normalment de quatre pisos, la plaça té un caire tancat. Tots els edificis al voltant són casotes del segle xix típicament valencianes, amb una profusió de finestres grans i allargades i balcons reduïts.

## Transport
Per la plaça, passen les línies 81 i 5B de l'EMT de València, en direcció a les torres de Quart.